# Elizabeth Ward (actrice)
Pour les articles homonymes, voir Elizabeth Ward.
Elizabeth Ward, née le 3 avril 1960, est une actrice américaine.

## Filmographie

### Cinéma
- 1982 : Dément : Lyla Potter

### Télévision

#### Séries télévisées
- 1981-1983 : ABC Afterschool Specials : Jane Richardson / Nina Martin
- 1982 : CBS Library : Sally - Présentateur
- 1985 : Quoi de neuf, docteur? : Carol Seaver
- 1986 : Simon et Simon : Trish Johnson

#### Téléfilms
- 1980 : The Day the Women Got Even : Kathy's Daughter
- 1982 : Maid in America : Myra Abel
- 1982 : Pardon Me for Living : Emily Vanderpool

## Distinctions
- Prix de la meilleure actrice lors du Festival international du film de Catalogne en 1983 pour Dément.